# IC 3180
IC 3180 је ознака објекта на координатама са ректансцензијом 12h 20m 24,0s и деклинацијом + 60° 41" 4'. Открио га је Луис Свифт, 24. јуна 1897. Каснијим посматрањима на том положају није уочен никакав астрономски објекат.